# برينت الكسندر
برينت الكسندر (بالإنجليزية: Brent Alexander)‏ هو لاعب كرة قدم أمريكية أمريكي، ولد في 10 يناير 1961 في غالاتين في الولايات المتحدة.